# Eef van Riel
Eef van Riel (Gendt, 24 december 1991) is een Nederlands voetballer die bij voorkeur als controlerende middenvelder of rechtshalf speelt.

## Carrière
Van Riel begon met voetballen bij VV De Bataven, waarvoor hij debuteerde in het eerste elftal. In 2012 vertrok hij naar topklasser De Treffers. Eind 2014 verlengde hij zijn contract met twee jaar, maar met een optie waarmee hij kon vertrekken naar een betaaldvoetbalclub. Deze optie werd in 2015 gelicht door aartsrivaal Achilles '29. Op 7 augustus 2015 debuteerde hij in het betaald voetbal tegen Jong Ajax (2-1) als invaller voor Levi Raja Boean en gaf hij de assist op het winnende doelpunt van Joey Dekkers. Een week later scoorde hij na een solo als invaller tegen Fortuna Sittard de 2-3, waardoor Achilles ondanks een 2-0 achterstand alsnog wist te winnen (2-4). Op bezoek bij Go Ahead Eagles (3-2) gaf hij een assist op Hielke Penterman. In 2017 degradeerde hij met Achilles '29 uit de Eerste divisie. Hierna keerde hij terug bij De Treffers.
Na een half jaar bij De Treffers gespeeld te hebben wordt bekend dat hij in het seizoen 2018/19 bij IJsselmeervogels in Bunschoten-Spakenburg zal gaan spelen.

## Statistieken
| Seizoen                    | Club           | Land           | Competitie       | Competitie | Competitie | Beker | Beker | Totaal | Totaal |
| Seizoen                    | Club           | Land           | Competitie       | Wed.       | Dlp.       | Wed.  | Dlp.  | Wed.   | Dlp.   |
| -------------------------- | -------------- | -------------- | ---------------- | ---------- | ---------- | ----- | ----- | ------ | ------ |
| 2012/13                    | De Treffers    | Nederland      | Topklasse Zondag | 25         | 4          | 1     | 0     | 26     | 4      |
| 2013/14                    | De Treffers    | Nederland      | Topklasse Zondag | 28         | 0          | 1     | 0     | 29     | 0      |
| 2014/15                    | De Treffers    | Nederland      | Topklasse Zondag | 28         | 5          | 2     | 0     | 30     | 5      |
| 2015/16                    | Achilles '29   | Nederland      | Eerste divisie   | 17         | 1          | 1     | 0     | 18     | 1      |
| 2016/17                    | Achilles '29   | Nederland      | Eerste divisie   | 14         | 1          | 1     | 0     | 15     | 1      |
| Carrièretotaal             | Carrièretotaal | Carrièretotaal | Carrièretotaal   | 112        | 11         | 6     | 0     | 118    | 11     |
| Bijgewerkt op 19 juni 2017 |                |                |                  |            |            |       |       |        |        |